# Universidade de Dalhousie
A Universidade de Dalhousie (comumente conhecido como Dal) é uma universidade pública de pesquisa na província da Nova Escócia no Canadá. A universidade tem três campi em Halifax, um quarto em Bible Hill e instalações de ensino médico em Saint John em Nova Brunswick. A Dalhousie oferece mais de 4.000 cursos e 180 programas de graduação em doze faculdades de graduação, pós-graduação e especializações. A universidade é membro do U15, um grupo de universidades intensivas em pesquisa no Canadá.